# Karin Joens
Karin Joens eller Karin Jons, död i Uddevalla 31 januari 1672, var en svensk kvinna som anklagades för trolldom i Bohuslän under det stora oväsendet. 
Karin Joens var bosatt i Uddevalla. 
Hon angavs 1670 för häxeri av sitt syskonbarn, Elin i Staxäng. 
Karin Joens konfronterades med Elin i Uddevalla rådhus och sade: "Gud nåde dig, så du ljuger på mig". 
Karin bekände ingenting, men frågade rätten vad de ville att hon skulle säga "så de kunde vara nöjda".
Flera personer vittnade om att hon vid flera tillfällen hotat människor, som sedan råkat ut för olyckor, och länge ryktats syssla med trolldom. Hon misslyckades med att svära sig fri med edsvittnen. Hon underkastades vattenprovet i juli 1671, och misslyckades.  
Hon erkände att hon hade använt sig av trollramsor över sin boskap för att få smör och vissa tjänster av andra; att hon missbrukat Guds namn; och att hon haft sex utanför äktenskapet upprepade gånger med sin älskare Petter Handskemakare.  Trots att hon underkastades tortyr, erkände hon dock aldrig att hon hade mött Satan och försvurit sig till honom, något som var ett kriterium för att dömas. 
Karin Joens dömdes till döden i första instans på sin bekännelse att ha utövat trolldom. Men hon frikändes i högre rätt eftersom hon aldrig erkände något som helst samröre med Satan, vilket gjorde att trolldomen blev betecknad som vidskepelse istället för häxeri. Istället dömdes hon till att "skarpt kåkstrykas, och sedan förvisas landet evärdeligen".
Den 31 januari 1672 blev hon piskad av bödeln i Uddevalla och sedan eskorterad ut ur staden och landsförvisad. Fogden Anders Larsson tillägger noterar dock i sin exekutionsberättelsele, att Karin avled på sin väg från stocken ut ur staden efter bestraffningen.